# Джорджтаунський експеримент у співпраці з IBM
Джорджтаунський експеримент у співпраці з IBM став демонстрацією машинного перекладу, і був представлений 7 січня 1954. Розроблений спільно із Джорджтаунським університетом і IBM, експеримент являв собою повністю автоматичний переклад більш ніж шістдесяти російських речень на англійську мову.

## Історія
Мета експерименту полягала в тому, щоб привернути увагу уряду, суспільний інтерес і фінансування, показуючи можливості машинного перекладу, це в жодному разі не була повнофункціональна система: вона мала лише шість граматичних правил і 250 лексичних одиниць у словнику (основ і закінчень). Цей повноцінний словник ніколи не був повністю показаний (тільки один розширений зі статті Ґарвіна). Крім загальних питань, система спеціалізувалась в області органічної хімії. Переклад був зроблений з використанням ЕОМ IBM 701 (запущений в квітні 1953 року). Речення були на перфокартах.
Джорджтаунський експеримент у співпраці з IBM є найбільш відомим результатом конференції MIT в червні 1952 року, куди були запрошені всі провідні дослідники в області механічного перекладу. Міністр оборони США Дункан Харкін запропонував фінансову допомогу у створенні нового проекту механічного перекладу. Джером Вайзнер підтримав ідею і запропонував фінансування з науково-дослідної лабораторії електроніки в Массачусетському технологічному інституті. До проекту залучили Леона Достерта, який мав досвід з автоматичної корекції перекладів (у той час «механічного перекладу»), його система інтерпретації була стійкою під час засідань Нюрнберзького трибуналу В основному, мовною частиною демонстрації займався Пол Гарвін, який добре володів російською мовою.
Більше 60 російських речень, які були написані латиницею а також включали в себе широкий спектр політичних, правових, математичних і наукових предметів, були введені комп'ютерним оператором в машину, котрий не знав російської мови, і в результаті з'явився переклад англійською мовою на принтері.
Перекладені речення були уважно вибраними. Багато операцій демонстрації були встановлені до конкретних слів і фраз. Не існувало ніякого аналізу відношень або аналізу речення, котрий міг би розпізнавати фразову структуру. В основному, підхід був «лексикографічний» на основі словника, де конкретне слово мало зв'язок з конкретними правилами і процедурами.

## Шість правил
1. Операція 0 — Існує точний еквівалент для перекладеного пункту. Необхідні будь-які подальші кроки.
2. Операція 1 — перестановка позицій слів. AB>BА
3. Операція 2 — кілька варіантів проблеми. Результат базується на послідовності слів (максимум три).
4. Операція 3 — Також кілька проблем. Але результат залежить від попередніх слів (максимум три).
5. Операція 4 — пропуски лексичного (морфологічного) матеріалу. Пункт джерело буде зайвим.
6. Операція 5 — Вставка лексичного (морфологічної) матеріалу. Елемент не присутній у цільовій мові.